# Macrodactylus hondurensis
Macrodactylus hondurensis är en skalbaggsart som beskrevs av Arce-pérez och Moron 2005. Macrodactylus hondurensis ingår i släktet Macrodactylus och familjen Melolonthidae. Inga underarter finns listade i Catalogue of Life.